# Ochna
- Commons
- Wikispecies

Ochna L. é um género botânico pertencente à família Ochnaceae. Também conhecida como Olho de Passarinho.
É um dos géneros da ordem Ochnaceae, de árvores ou arbustos com frutas suculentas. As várias espécies do género Ochna crescem bem em barro e terra pantanosa, e se reproduzem por corte.

## Sinonímia
- Diporidium H.L. Wendl.

## Espécies
| - Ochna afzeli - Ochna andamanica - Ochna angustata - Ochna arborea arborea - Ochna arborea oconnorii - Ochna awrrulata - Ochna barbosae - Ochna beddomei - Ochna beirensis - Ochna brevipes - Ochna calodendron - Ochna chilversii - Ochna ciliata | - Ochna crocea - Ochna fruticulosa - Ochna gambleoides - Ochna glauca - Ochna grandis - Ochna harmandii - Ochna holstii - Ochna inermis - Ochna integerrima - Ochna lucida - Ochna mauritiana - Ochna mossambicensis - Ochna multiflora | - Ochna natalitia - Ochna obtusata - Ochna parviflora - Ochna pretoriensis - Ochna pruinosa - Ochna pulchra - Ochna rufescens - Ochna serrulata - Ochna schweinfurthiana - Ochna thomasiana - Ochna wallichii - Ochna wightiana |

## Classificação do gênero
| Sistema | Classificação                      | Referência               |
| ------- | ---------------------------------- | ------------------------ |
| Linné   | Classe Polyandria, ordem Monogynia | Species plantarum (1753) |